# 吉格梅·帕尔登·多吉
吉格梅·帕尔登·多吉（宗喀語：འཇིགས་མེད་དཔལ་ལྡན་རྡོ་རྗེ，威利：vjig med dpal ldan rdo rje，Jigme Palden Dorji，1919年12月14日—1964年4月6日），不丹王国第一任首相，多吉家族成员。

## 生平
吉格梅·帕尔登·多吉出生于不丹的多吉家族，其祖父乌颜·多吉和父亲索南·托杰·多吉曾先后担任不丹首席部长。1942年，他与西藏擦绒家族的次仁央宗结婚。1952年，不丹第二任国王吉格梅·旺楚克逝世，其子吉格梅·多吉·旺楚克继位登基后，吉格梅·帕尔登·多吉也继其父出任不丹首相（由首席部长改制）。同时，他还吉格梅·多吉·旺楚克国王的妻舅（其妹格桑却登为王后）。在其任内，他协助国王推动了一系列现代化改革，但这些举措激怒了军方和宗教机构。1964年4月，国王在瑞士休养期间，吉格梅·帕尔登·多吉在彭措林遭不丹王军一名军官暗杀身亡。不丹王军司令巴哈杜尔·纳姆加尔（Bahadur Namgyal）将军等因该谋杀阴谋而被处决。此其死后，国王任命其弟伦杜普·多吉代理首相一职。